# Forcepsioneura haerteli
Forcepsioneura haerteli – gatunek ważki z rodziny łątkowatych (Coenagrionidae). Endemit południowo-wschodniej Brazylii, stwierdzony w stanach Parana, Santa Catarina i Rio de Janeiro.